# نادي ميلوز لكرة السلة
نادي ميلوز لكرة السلة (بالفرنسية: FC Mulhouse Basket)‏ هو فريق كرة سلة فرنسي تأسس في سنة 1949 يقع مقره في ميلوز، ألزاس. يلعب في دوري الدرجة الثانية الفرنسي.

## الإنجازات

### المحلية
كأس فرنسا لكرة السلة
- الوصافة (1): 1952-53

### الأوروبية
كأس سابورتا
- ربع النهائي (1): 1989–90

كأس كوراتش لكرة السلة:
- نصف النهائي (1): 1990–91

## وصلات خارجية
- الموقع الرسمي